# William Penhallow Henderson

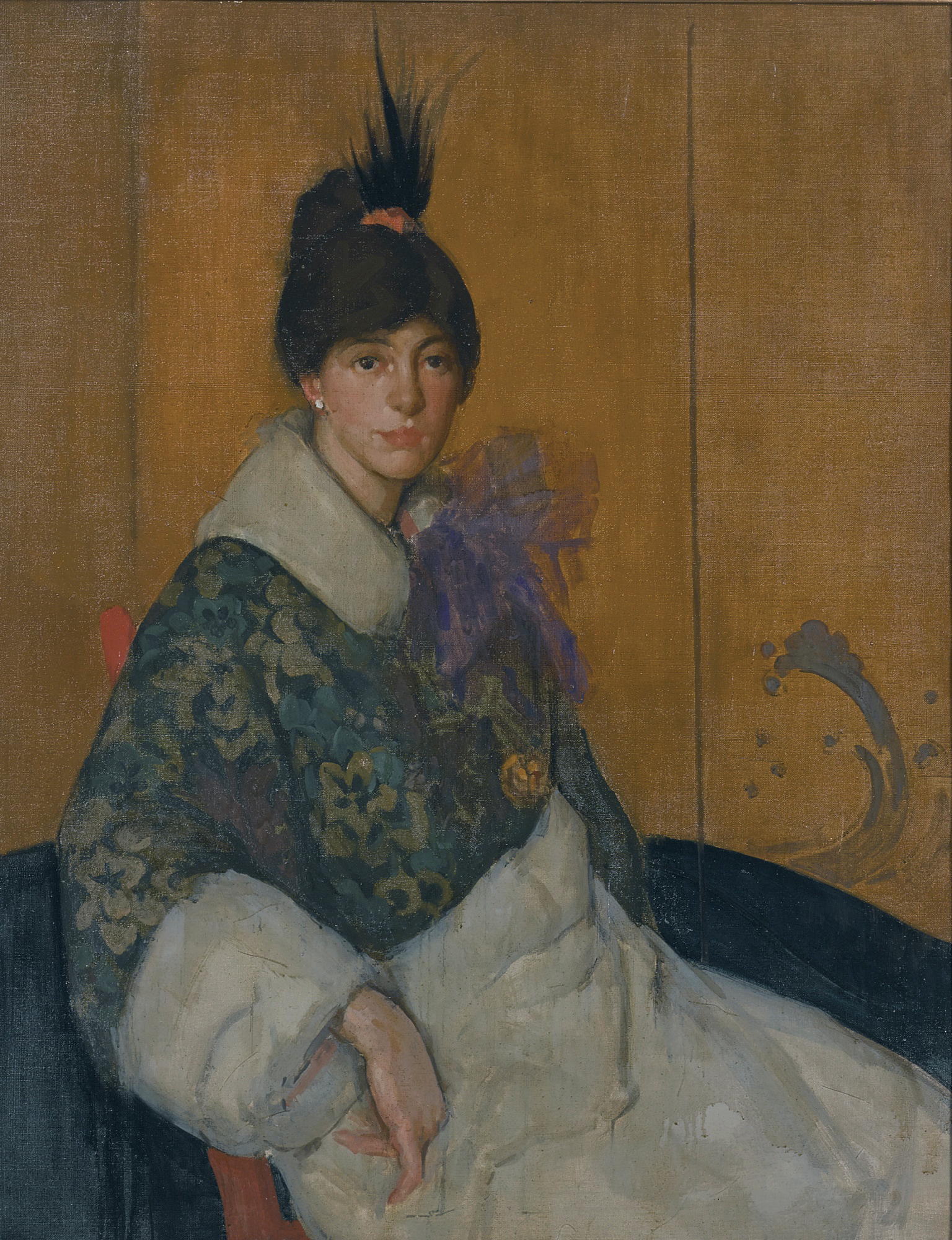
Le manteau vert (1912)

William Penhallow Henderson (1877-1943) est un peintre, architecte et designer de meubles américain. 

## Jeunesse et formation
William Penhallow Henderson est né en 1877 à Medford. Son père, William Oliver Henderson, était un ami du peintre William Edward Norton et un peintre amateur lui-même. Pendant l'enfance d'Henderson, la famille déménage à plusieurs reprises, s'installant à Turkey Creek au Texas en 1879 et à Clifton dans le Kansas en 1886. 
De retour à Boston en 1891, Henderson étudie à la Massachusetts Normal Art School et entre à l'école du Boston Museum of Fine Arts en 1899. Là, il étudie auprès de Edmund Charles Tarbell. L'année suivante, il remporte la Paige Traveling Scholarchip (une bourse d'études), qui lui permet de partir pour deux années d'études en Europe. Ses voyages, de 1902 à 1903, incluent Londres, où il fait la connaissance de la famille de John Singer Sargent, mais également Paris, Berlin, Dresde, Madrid et les Açores. 

## Carrière
De 1904 à 1910, Henderson enseigne à l'académie des beaux-arts de Chicago. En 1904, il peint au Mexique et en Arizona avec son collègue Carl N. Werntz. En 1905, il épouse Alice Corbin, poétesse et rédactrice adjointe du Poetry Magazine. Leur unique enfant, Alice Oliver Henderson, est née en 1907. 
Entre 1906 et 1907, Henderson a réalisé dix peintures murales pour l'école secondaire du canton de Joliet. En 1908, sa femme publie Andersen's Best Fairy Tales, un recueil de contes d'Andersen,. Ce travail conjugue les efforts de William et de sa femme puisqu'elle réalise la traduction des contes tandis qu'il se charge de l'illustration,. Cet ouvrage leur donne les fonds nécessaires pour que la famille un voyage en Europe de juillet 1910 à septembre 1911.  
En 1914, Henderson conçoit et construit une maison et un atelier de son propre chef à Lake Bluff dans l'Illinois. La même année, Frank Lloyd Wright lui a demandé de concevoir des peintures murales pour Midway Gardens à Chicago. L'année suivante, il conçoit les décors et les costumes de la production d'Alice au pays des merveilles du Chicago Fine Arts Theatre. 
Parce que sa femme avait la tuberculose, les Henderson ont déménagé à Santa Fe en 1916. En 1918, Henderson est employé par l'U.S. Shipping Board Emergency Fleet Corporation à San Francisco pour peindre le camouflage sur les coques des navires pendant la Première Guerre mondiale.  
En 1925, Henderson, avec son premier beau-fils John Evans, a fondé la Pueblo-Spanish Building Company, à travers laquelle il a conçu et construit de nombreuses maisons privées et certains bâtiments publics, parmi lesquels le Railroad Ticket Office à Santa Fe. Henderson a également conçu des meubles en bois sculpté avec une grande maîtrise. Au milieu des années 1930, il a été nommé au Federal Arts Project, pour lequel il a réalisé des peintures de chevalet et six peintures murales pour le bâtiment de la Cour fédérale de Santa Fe. 
En 1937, Henderson a conçu la Navajo House of Religion (Maison Navajo de la Religion), construite dans le style d'un hogan Navajo, à Santa Fe. Il s'appelle maintenant le Wheelwright Museum of the American Indian (en) . Les premiers noms du musée étaient la Navajo House of Prayer (Maison Navajo de la Prière) et la House of Navajo Religion (Maison de la Religion Navajo) mais peu de temps après son ouverture au public, son nom est devenu officiellement le Museum of Navajo Ceremonial Art (Musée Navajo d'Art Cérémoniel). 
En 1938, Henderson a achevé les six peintures murales WPA commencées par Gerald Cassidy (en)pour le U.S. Courthouse (en) à Santa Fe. 
Henderson est décédé en 1943 à Tesuque, au Nouveau-Mexique. Son art réside dans les collections permanentes de l'Art Institute of Chicago, de la Denver Art Association, du New Mexico Museum of Art, Taos Art Museum et du Albuquerque Museum of Art and History. 
Sa maison familiale à Santa Fe, au 555-57 Camino del Monte Sol, est inscrite au registre national des lieux historiques en tant que bâtiment contributif dans le quartier historique de Camino del Monte Sol. 